# Nihonmatsu, Fukushima
Nihonmatsu (二本松市 Nihonmatsu-shi) là một thành phố thuộc tỉnh Fukushima, Nhật Bản.

## Địa lý
Nihonmatsu nằm trong khu Nakadōri thuộc quận Fukushima, giữa các thành phố Fukushima và Kōriyama. Biên giới phía Tây của Nihonmatsu bao gồm dãy núi Adatara. Sông Abukuma chảy qua phần phía đông (tạo thành biên giới giữa các thị trấn cũ của Adachi và Tōwa), chảy từ Nam sang Bắc.
Dãy núi: Mount Adatara (1.728 m), Hiyama (1.054 m), Kohatayama (666.3 m)
Sông: Sông Abukuma

### Các đô thị lân cận
- Fukushima, Fukushima
- Koriyama, Fukushima
- Tamura, Fukushima
- Motomiya, Fukushima
- Namie, Fukushima
- Katsurao, Fukushima
- Kawamata, Fukushima
- Ōtama, Fukushima
- Inawashiro, Fukushima

## Lịch sử
Khu vực của Nihonmatsu ngày nay là một phần của tỉnh Mutsu cổ. Nó được phát triển thành thị trấn lâu đài vùng Nihonmatsu, một hòn đảo koko han, được cai quản bởi tộc Niwa dưới thời Tokugawa) vào thời Edo. Sau khi phục hồi Meiji, nó được tổ chức như là một phần của huyện Adachi trong khu vực Nakadōri của tỉnh Iwaki.
Nihonmatsu sáp nhập làng Shiozawa, Dakeshita, Sugita, Ishii và Ohdaira vào ngày 1 tháng 1 năm 1955 và được nâng lên thành phố vào ngày 1 tháng 10 năm 1958 Thành phố đã sáp nhập các thị trấn Adachi, Iwashiro và Tōwa (tất cả từ tỉnh Adach vào ngày 1 tháng 12 năm 2005.